# Liste der Flüsse in Nordrhein-Westfalen

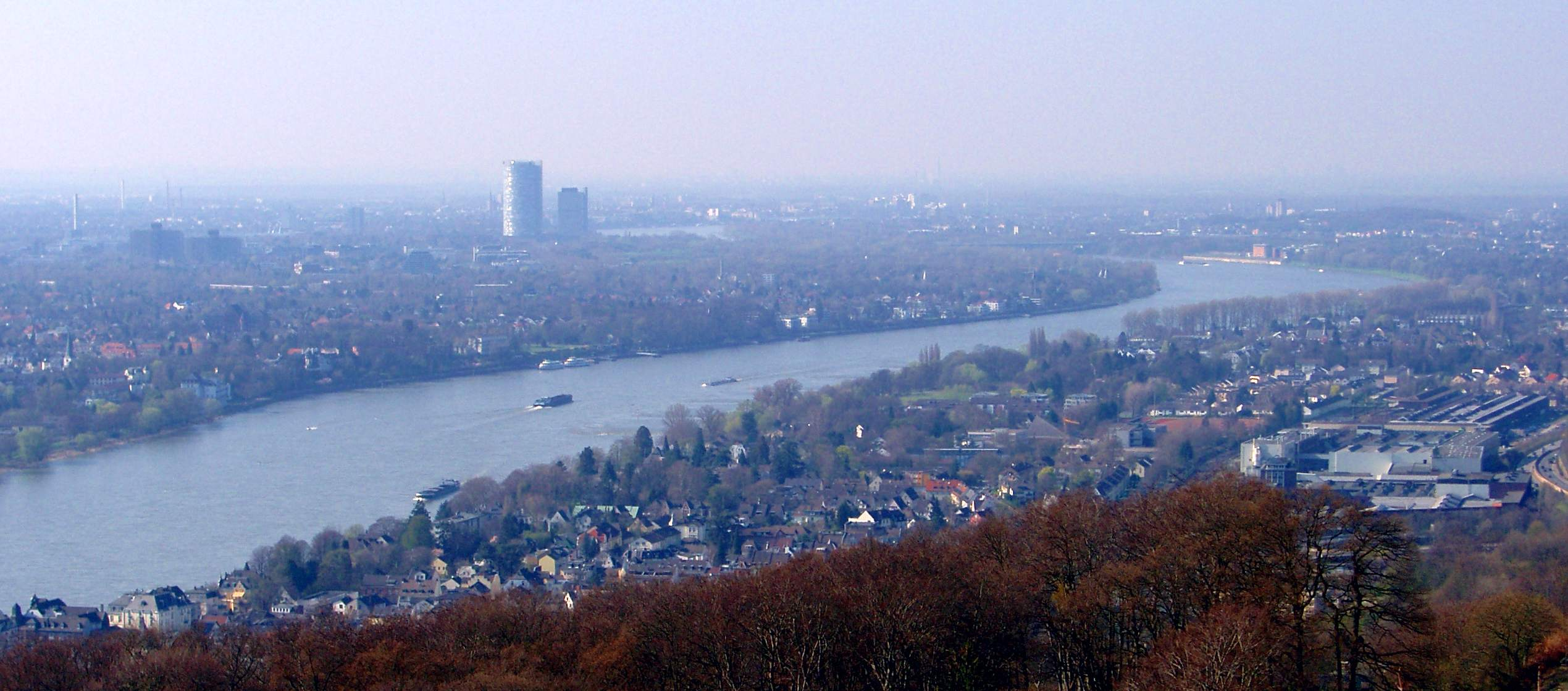
Der Rhein beim Drachenfels

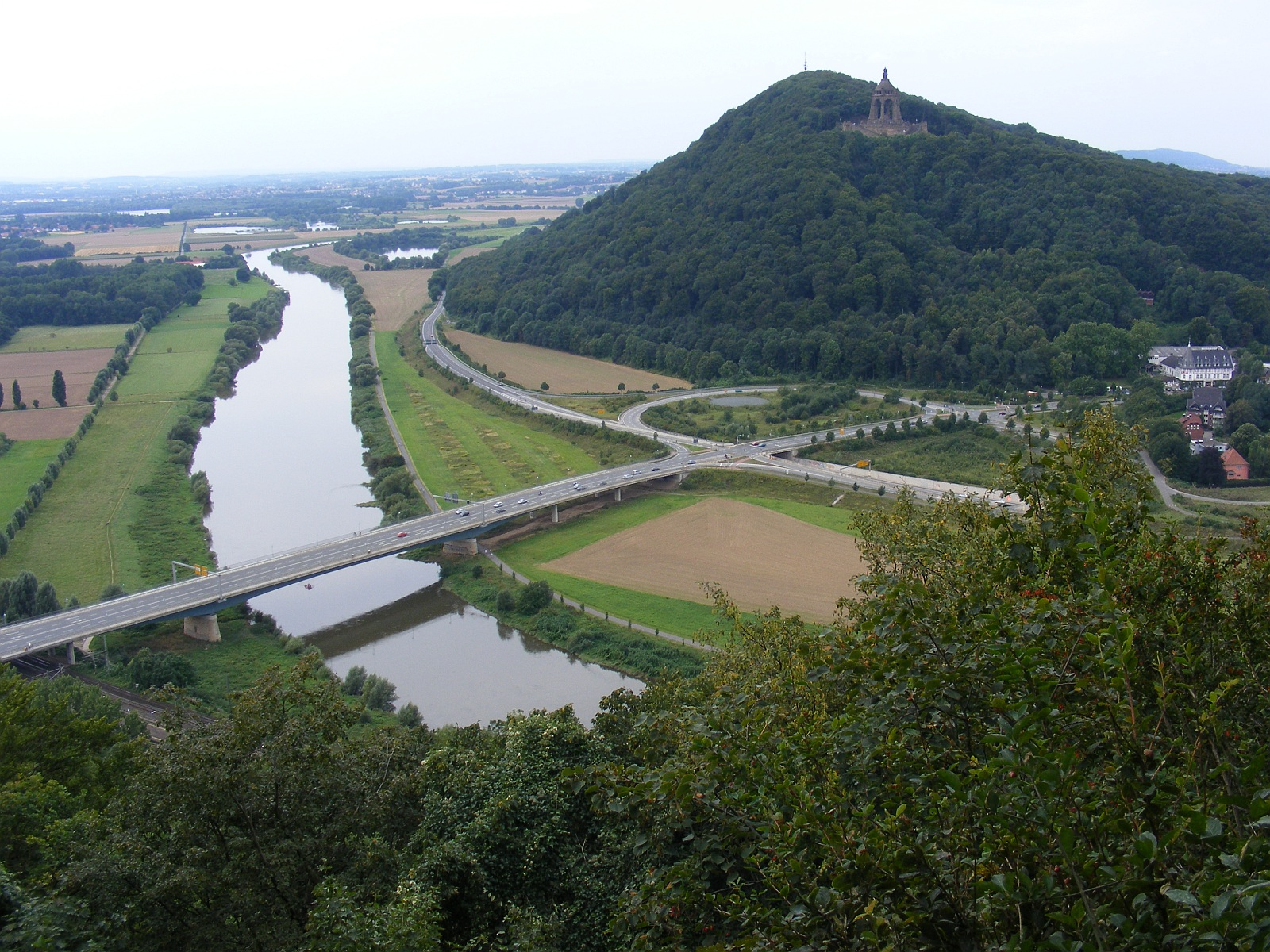
Die Weser an der Porta Westfalica

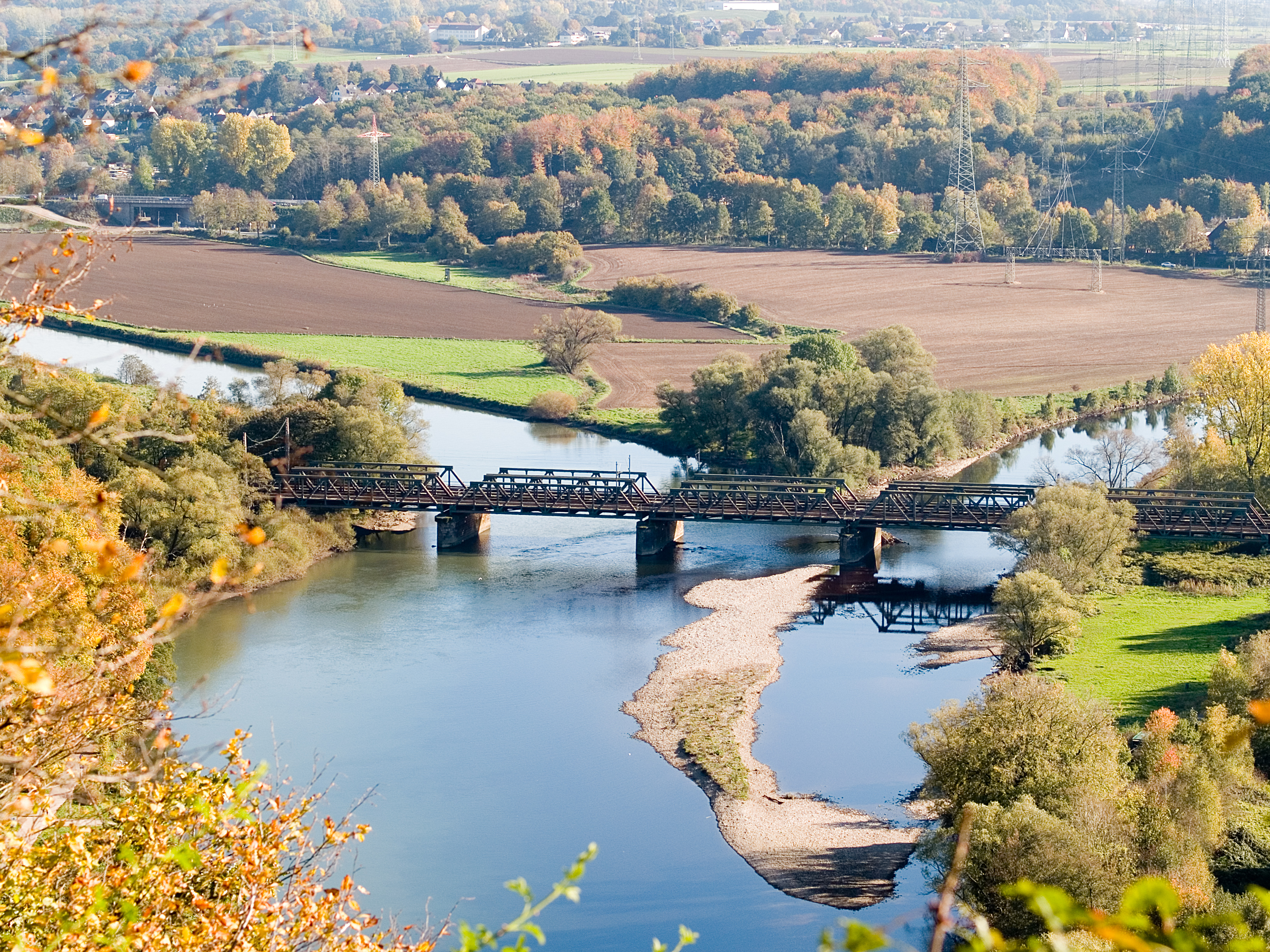
Zusammenfluss von Ruhr und Lenne

Die Liste der Flüsse in Nordrhein-Westfalen beinhaltet eine Auswahl der Fließgewässer, die ganz oder teilweise in Nordrhein-Westfalen (NRW) liegen. Die Gewässer sind nach den großen Flusssystemen Rhein, Maas, Weser und Ems gruppiert, wobei die Maas zwar gewässerkundlich zum Flusssystem des Rheins gehört, was auch in der Gewässerkennzahl ausgedrückt ist (Rhein: 2, Maas: 28), jedoch bei den Flussgebietseinheiten, die zu administrativen Zwecken (einschließlich der Küstensäume) definiert wurden, separat ausgewiesenen ist. Weiterhin sind sie teilweise innerhalb dieser Gebiete in weitere Untergebiete eingeteilt. Die Liste enthält nicht alle benannten Flüsse NRWs, aber mindestens alle Fließgewässer mit einer Gesamtlänge ab 30 Kilometern, die sich ganz oder teilweise in NRW befinden. Um eine hierarchische Darstellung zu erzeugen, sind außerdem Flüsse aufgenommen, die zwar gänzlich außerhalb NRW verlaufen, aber ihrerseits aufgelistete NRW-Flüsse aufnehmen.
Über das Rhein-Maas-Delta, die Bifurkationen des Schwarzwasserbachs aus dem Krollbach und die Bifurkation der Else aus der Hase sind alle Flusssysteme Nordrhein-Westfalens durch natürliche Fließgewässer miteinander verbunden. Nordrhein-Westfalen wird vollständig zur Nordsee hin entwässert. Der Steinkohlenbergbau im Ruhrgebiet führte zu Bergsenkungen und weiten Polderflächen, die nur durch ständige wasserbauliche Maßnahmen künstlich trocken gehalten werden können; ohne menschlichen Eingriff ständen weite Teile des Ruhrgebiets unter Wasser.

## Systematik
Systematik: Gewässername (Länge (davon in NRW), Einzugsgebiet (davon in NRW), L/R)
- Länge in Kilometer
- Einzugsgebiet in km²
- L/R: Linker oder rechter Zufluss

Alle Nebenflüsse sind flussabwärts in Bezug auf den jeweiligen Hauptfluss geordnet. Die Nebenflüsse sind gemäß ihrer Ordnung im Flusssystem eingerückt:
- 1. Ordnung (Fluss mündet ins Meer)
  - 2. Ordnung (Fluss mündet in einen Fluss, der ins Meer mündet)
    - 3. Ordnung (Fluss mündet in einen Fluss, der in einen Fluss mündet, der ins Meer mündet)
      - 4. Ordnung: analog, siehe oben

Kursiv sind alle Flüsse aufgeführt, deren Flusslauf nicht gänzlich auf NRW-Gebiet liegt.

## Rhein → Nordsee
Anmerkung: Der Rhein hat eine Gesamtlänge von 1.233 Kilometern. Davon liegen in NRW 226 Kilometer in den Abschnitten Mittelrhein, Niederrhein und Deltarhein. Im Deltarhein werden dabei die Längen der Seitenarme nicht mitgerechnet. Ohne die IJsselmeerzuflüsse (im Delta also nur direktes Einzugsgebiet von Waal und Nederrijn/Lek) hat der Rhein ein Einzugsgebiet von 163.141 Quadratkilometern. Davon liegen etwa 18.847 km² in Nordrhein-Westfalen. Mit den vorher ausgeklammerten Flüssen hat der Rhein ein Einzugsgebiet von rund 185.300 km². Die IJsselmeerzuflüsse haben ein Gesamteinzugsgebiet von rund 10.010 km². Davon liegen in NRW etwa 2185 km².

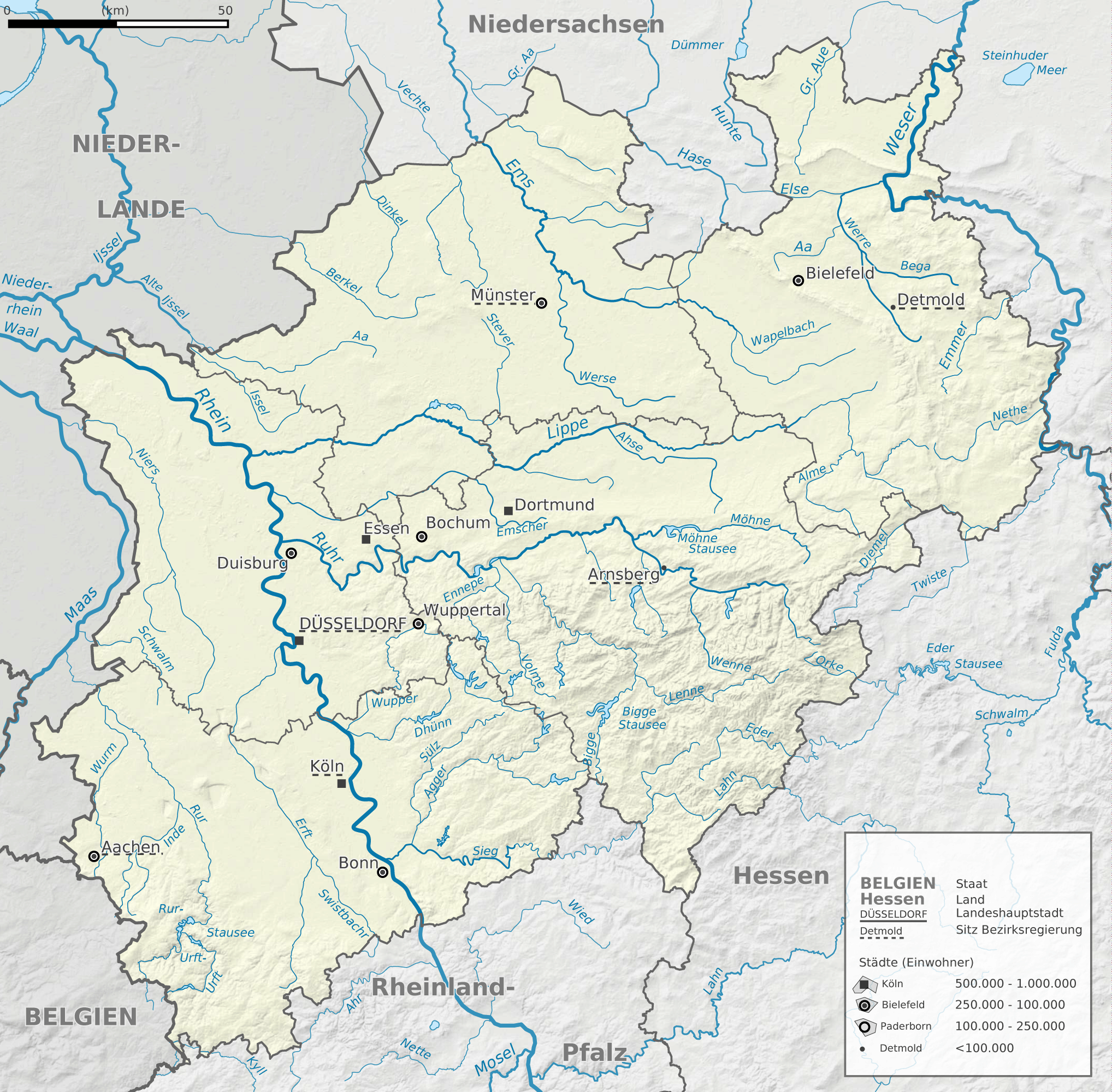
Hauptflüsse in NRW

### Mittelrhein
- Rhein
  - Mosel [544 km (0 km), 28.286 km² (88 km²), L]
    - Kyll [142 km, 834 km² (88 km²), L]

  - Lahn [242 km (23,1 km), 5.964 km² (181,3 km²), R]
  - Ahr [85 km (17 km), 896 km² (214 km²), L]

### Niederrhein
- Rhein
  - Sieg [155,2 km (107,2 km), R, 2832 km² (2.190 km²), R]
    - Heller [30,2 km (17,2 km), L]
    - Bröl [45,1 km, R]
    - Wahnbach [29,4 km, R]
    - Agger [69 km, R]
      - Lindlarer Sülz/Sülz [48,5 km, R]
      - Wiehl [33,6 km, R]

  - Wupper [116,5 km, 827 km², R]
    - Dhünn [40,0 km, L]

  - Itter [20,1 km, R]
  - Erft [106,6 km, 1.828 km² (1.797 km²), L]
    - Swist [43,6 (30,4 km), R]
    - Rotbach [39,1 km, L]
    - Neffelbach [40,2 km, R]
    - Gillbach [28,5, R]

  - Düssel [39,9 km, 162,8 km², R]
  - Schwarzbach [27,34 km R]
  - Angerbach [35,76 km, R]
  - Ruhr [221,2 km, 4.485 km², R]
    - Henne [22,5 km, L]
    - Wenne [31,10 km, L]
    - Röhr [28,94 km, L]
    - Möhne [65,06 km, R]
    - Hönne [33,45 km, L]
    - Lenne [129,09 km, L]
      - Bigge [44,57 km (41,87 km), L]

    - Volme [50,53 km, L]
      - Ennepe [42,11 km, L]

  - Emscher [83,2 km, 83,179 km², R]
  - Moersbach [32,01 km, L]
  - Lippe [220 km, 4.881,8 km², R]
    - Alme [59,097 km, L]
      - Altenau [28,735 km, R]
        - Sauer [30,008 km, R]

    - Haustenbach (Glenne) [45,472 km, R]
    - Ahse [49,364 km, L]
    - Seseke [31,917 km, L]
    - Stever [58,032 km, R]
      - Heubach (Halterner Mühlenbach) [31,735 km, R]

  - Hohe Ley (Kalflack, Leygraben) [35,74 km, L]

Die Flusssysteme des Rheins und der Ems sind über die Bifurkation des Schwarzwasserbachs aus dem Krollbach verbunden.

### Rheindelta
Anmerkung: Im Rheindelta sind die Flüsse nicht mehr streng hierarchisch zu ordnen. Vielmehr handelt es sich um Nebenarme des Rheins oder anderer Flüsse, bzw. den Unterlauf anderer Flüsse, die oft durch Kanäle oder zu Kanälen ausgebaute Seitenarme mit wasserstandbedingter Fließrichtung miteinander verbunden sind. Die Ijssel ist beispielsweise ein nördlicher Mündungsarm des Rheins. Daher ist auch je nach Definition das Einzugsgebiet der Flüsse uneinheitlich. Das Maas-Flusssystem mündet im Rhein-Maas-Delta in das Flusssystem des Rheins, etwa 40 Kilometer vor Erreichen der Nordsee.
- IJssel [177,8 km (55 km) -] ↔ Rhein (R-abzweigend) ↔ IJsselmeer
  - Oude IJssel [81,7 km (55 km), R ]
    - Bocholter Aa [55,9 km (50,8 km), R]

  - Berkel [114,2 km (70,2 km), R]
  - Ahauser Aa [85,5 km (27,1 km), R]

- Zwarte Meer ↔ Ketelmeer ↔ IJsselmeer
  - Zwarte Water [20 km (0 km), -]
    - Vechte [182,2 km (37,9 km), R]
      - Steinfurter Aa [46,4 km, R]
      - Dinkel [86,8 km (41 km), L]

## Maas → (Rhein-Maas-Delta →) Nordsee
- Maas [765 km (0 km), 34.564 km² (3.984 km²)]
  - Rur [2361 km² (2099 km²), 165 km (132 km), R]
    - Urft [46,4 km, R]
    - Olef [27,9 km (27,9), L]
    - Inde [46,6 km (44,16 km), L]
    - Merzbach (28 km, L)
    - Wurm [56,4 km (56,4 km), L]

  - Schwalm [269 km² (248 km²), 45 km (33 km), R]
  - Niers [1381 km² (1348 km²), 118 km (110 km), R]
    - Nette [28,16 km]
    - Gelderner Fleuth [26,82 km, R]

Das Maas-Flusssystem ist im Rhein-Maas-Delta mit dem Flusssystem des Rheins verbunden.

## Weser → Nordsee
- Weser [432 km (116 km), 46.268 km² (3.752 km²)]
  - Fulda [218 km (0 km), -]
    - Eder [176 km (48 km), 3362 km² (640 km²), L]
      - Nuhne [36,37 km (20,67 km), L]
      - Orke [38,25m (20,60 km), L]

  - Diemel [110 km (51 km), 1762 km² (517 km²), L]
    - Hoppecke [34,76 km (29,27 km), L]
    - Twiste [41,21 km (6,26 km), R]

  - Nethe [50,4 km (48,53 km), L]
  - Emmer [61,8 km (40,43 km), L]
  - Exter [26,1 km (13,07 km), L]
  - Werre [72 km, 1485 km² (1292 km²), L]
    - Bega [40,98 km, R]
    - Aa [26 km, L]
    - Else [35,2 km (19,2 km), L]

  - Große Aue [84 km (38 km), 1522 km² (485 km²), L]
    - Großer Dieckfluss [37,78 km, L]

Die Flusssysteme der Ems und der Weser sind über die Bifurkation der Else aus der Hase verbunden.

## Ems → Nordsee
- Ems [371 km, (155,9 km ), 17.815 km² (4.015,7 km²), -]

- - Dalke [24,0 km, R]
  - Lutter [26,0 km, R]
  - Axtbach [34,1 km, L]
  - Hessel [39,3 km, R]
  - Bever [39,5 km (ca. 20 km), R]
  - Werse [66,6 km, L]
    - Emmerbach [35,7 km, L]
    - Angel [38,2 km, R]

  - Münstersche Aa [43,0 km, L]
  - Glane/Recktebach [35,1 km (ca. 34 km), R]
    - Eltingmühlenbach/Glaner Bach [51,4 km (ca. 30 km), L]

  - Bevergerner Aa [33,9 km, R]
  - Deeper Aa/Große Aa [35,05 km (0 km), R]
    - Halverder Aa [31,0 km (15 km), L]
    - Dreierwalder Aa [36,1 km (25 km), L]

Die Flusssysteme der Ems und der Weser sind über die Bifurkation der Else aus der Hase verbunden. Die Flusssysteme des Rheins und der Ems sind über die Bifurkation des Schwarzwasserbachs aus dem Krollbach verbunden.